# 80180 Elko
80180 Elko este un asteroid din centura principală de asteroizi.

## Descriere
80180 Elko este un asteroid din centura principală de asteroizi. A fost descoperit pe 3 noiembrie 1999 la Tooele de P. Wiggins și H. Phaneuf. Asteroidul prezintă o orbită caracterizată de o semiaxă mare de 2,31 ua, o excentricitate de 0,12 și o înclinație de 6,3° în raport cu ecliptica.